# Йоганнес Блок
Йоганнес Блок (нім. Johannes Block; 17 листопада 1894 — 26 січня 1945) — німецький воєначальник, генерал піхоти вермахту. Кавалер Лицарського хреста Залізного хреста з дубовим листям.

## Біографія
13 серпня 1914 року вступив добровольцем у 75-й польовий артилерійський полк. Учасник Першої світової війни. Після демобілізації армії залишений в рейхсвері, командир роти піхотного полку. 31 травня 1924 року вийшов у відставку. 1 липня 1934 року повернувся на службу. З 1 жовтня 1934 року — командир роти, з 1 лютого 1937 року — 1-го батальйону 4-го піхотного полку. Учасник Польської кампанії. З 14 березня 1940 року — командир 202-го піхотного полку 75-ї піхотної дивізії. Учасник Французької кампанії і німецько-радянської війни. З 1 вересня 1942 по 24 вересня 1943 року — командир 294-ї піхотної дивізії, учасник боїв в районі Міуса і Сталіно. В квітня 1944 року направлений в розпорядження групи армій «Північна Україна». З 25 квітня 1944 року — командир 13-го армійського, з 15 червня — 56-го танкового корпусу, з яким бився в Польщі. Загинув у бою в районі передмостових укріплень Баранова.

## Звання
- Фанен-юнкер (13 серпня 1914)
- Фанен-юнкер-єфрейтор (30 липня 1915)
- Фанен-юнкер-унтерофіцер (16 серпня 1915)
- Фенріх (9 грудня 1915)
- Лейтенант (11 травня 1916)
- Оберлейтенант запасу (22 червня 1933)
- Оберлейтенант (1 липня 1934)
- Гауптман (1 липня 1934)
- Майор (1 березня 1936)
- Оберстлейтенант (1 серпня 1938)
- Оберст (1 серпня 1941)
- Генерал-майор (1 вересня 1942)
- Генерал-лейтенант (21 січня 1943)
- Генерал піхоти (20 серпня 1944)

## Нагороди
- Залізний хрест
  - 2-го класу (5 липня 1916)
  - 1-го класу (22 серпня 1918)
- Орден «За хоробрість» 4-го ступеня, 2-й класу (Болгарія; 17 листопада 1916)
- Військова медаль (Османська імперія)
- Орден «Османіє» 4-го ступеня з шаблями (8 травня 1918)
- Нагрудний знак «За поранення» в чорному
- Орден крові
- Почесний хрест ветерана війни з мечами (30 грудня 1934)
- Медаль «За вислугу років у Вермахті» 4-го, 3-го і 2-го класу (18 років; 2 жовтня 1936) — отримав 3 медалі одночасно.
- Медаль «У пам'ять 22 березня 1939 року»
- Застібка до Залізного хреста
  - 2-го класу (8 вересня 1939)
  - 1-го класу (10 вересня 1939)
- Лицарський хрест Залізного хреста з дубовим листям
  - лицарський хрест (22 грудня 1941)
  - дубове листя (№ 331; 22 листопада 1943)
- Медаль «За зимову кампанію на Сході 1941/42» (15 січня 1943)
- Відзначений у Вермахтберіхт (6 лютого 1943)